# Благоје Марјановић
Благоје Моша Марјановић (Београд, 9. септембар 1907 — Београд, 1. октобар 1984) био је српски и југословенски фудбалер.

## Биографија
Рођен је у Београду од оца Димитрија, трговца, и мајке Софије. Као дечак је почео да игра фудбал у трећем тиму подмлатка Југославије. Највећи ловац на таленте тог времена, Раденко Митровић је уочио „Мошу“ и одвео га у БСК. Остало је забележено Мошино сведочанство о његовом првом сусрету са лоптом:
У моме детињству које сам провео у Београду, у општини Палилула, где сам рођен, у прво време знали смо за кликере и клис. То су биле наше игре. И у тим играма био сам најбољи. Неко нас је једном одвео да видимо како у порти код Светосавске цркве (код данашњег Храма Светог Саве) деца јуре за неком надуваном кожом. Та играчка се звала лопта. Узбуђени и радознали, мој брат Никола, неколико дечака из краја и ја пошли смо да видимо то чудо. И лопта нас је опчинила. Жива, неукротива, чудно је одскакала, летела кроз ваздух… То нам се допало. Одмах смо одлучили да скупимо паре и купимо лопту. Лутали смо градом и у Балканској улици нашли радњу која је у то време продавала кожне лопте. Нисам ни слутио да ће баш та лопта одредити моју судбину. Тачније, фудбал је мој живот! Од тих дечачких дана до данас он је за мене седиште свега. 
Играо је на позицији центарфора и десне полутке и са Александром Тирнанићем је сачињавао чувену десну страну репрезентације и БСК. За репрезентацију је дебитовао 28. јуна 1926. на пријатељској утакмици против Чехословачке (2—6), у Загребу. Први пут се у листу стрелаца уписао 15. маја 1927. против Бугарске, у Софији када је у последњих пет минута постигао једина два гола на мечу.
Био је учесник Светског првенства 1930. у Уругвају. Играо је у све три утакмице које је репрезентација тамо одиграла. У другом мечу против Боливије (4—0), био је стрелац другог гола. Репрезентација Југославије је на том првенству завршила такмичење поразом од Уругваја са 6-1, у полуфиналу. Сачувана је бронзана медаља са овог светског првенства. Последњи меч у дресу са државним грбом одиграо је 3. априла 1938. против Пољске у квалификацијама за Светско првенство. Тада је Марјановић постигао једини гол на утакмици. Најбољи стрелац првенства Југославије је био три пута, 1930, 1936. и 1937.
После Светског првенства, БСК је почео да плаћа своје играче. Плате су примали једино Моша Марјановић и Александар Тирнанић, чиме су постали први професионалци у југословенском првенству. Моша је примао високу плату за оно време, 1.800 ондашњих динара (данашњих 17 долара), што је за 300 динара било више од Тиркета. У лето 1938, са бившим голманом Миланом Глигоријевићем - Швабом, отворио је трговинску радњу „Сјај” у Крунској 2. За време рата је био у заробљеништву у Немачкој.
Тренерску каријеру је почео у БСКу, који је са клупе предводио три сезоне. Први трофеј као тренер је освојио у купу 1953., након победе над Хајдуком из Сплита од 2-0. У сезони 1954/55. БСК је био вицешампион, а исте године је освојен и куп, након победе истим ривалом и истим резултатом као претходног пута. Након тога је две године боравио у Италији, где је прво тренирао Торино, а затим Катанију. Од 1960 је био тренер ФК ПОБЕДА Прилеп. Када се спремао да настави тренерску каријеру у Каиру, доживео је 1961. године мождани удар са чијим се последицама борио пуних 20 година, до краја свог живота.
Оженио се 1938. године Планинком Ћулић и имао сина Зорана и ћерку Вишњу. Надимак Моша добио је због таласасте косе.

### Голови за репрезентацију
| #   | датум               | место                                        | противник    | голови | резултат | такмичење                                |
| --- | ------------------- | -------------------------------------------- | ------------ | ------ | -------- | ---------------------------------------- |
| 1.  | 15. мај 1927.       | Стадион Славије, Софија, Бугарска            | Бугарска     | 1–0    | 2–0      | пријатељска                              |
| 2.  | 15. мај 1927.       | Стадион Славије, Софија, Бугарска            | Бугарска     | 2–0    | 2–0      | пријатељска                              |
| 3.  | 25. март 1928.      | Илеи ут, Будимпешта, Мађарска                | Мађарска     | 0–1    | 2–1      | пријатељска                              |
| 4.  | 6. мај 1928.        | Стадион СК Југославије, Београд, Југославија | Румунија     | 2–0    | 3–1      | пријатељска                              |
| 5.  | 19. мај 1929.       | Олимпијски стадион, Коломбес, Француска      | Француска    | 2–0    | 3–1      | пријатељска                              |
| 6.  | 28. јун 1929.       | Стадион Конкордије, Загреб, Југославија      | Чехословачка | 2–2    | 3–3      | пријатељска                              |
| 7.  | 28. јун 1929.       | Стадион Конкордије, Загреб, Југославија      | Чехословачка | 3–2    | 3–3      | пријатељска                              |
| 8.  | 6. октобар 1929.    | Стадион ОНЕФ , Букурешт, Румунија            | Румунија     | 1–2    | 1–2      | Балкански куп 1929/31.                   |
| 9.  | 13. април 1930.     | Стадион БСК, Београд, Југославија            | Бугарска     | 2–0    | 6–1      |                                          |
| 10. | 13. април 1930.     | Стадион БСК, Београд, Југославија            | Бугарска     | 4–1    | 6–1      |                                          |
| 11. | 17. јул 1930.       | Гран Парк Сентрал, Монтевидео, Уругвај       | Боливија     | 2–0    | 4–0      | Светско првенство 1930.                  |
| 12. | 3. август 1930.     | Стадион Алвеар, Буенос Ајрес, Аргентина      | Аргентина    | 1–3    | 1–3      |                                          |
| 13. | 16. новембар 1930.  | Стадион Славије, Софија, Бугарска            | Бугарска     | 2–0    | 3–0      | Балкански куп 1929/31.                   |
| 14. | 19. април 1931.     | Стадион СК Југославије, Београд, Југославија | Бугарска     | 1–0    | 1–0      | Балкански куп 1929/31.                   |
| 15. | 21. мај 1931.       | Стадион БСК, Београд, Југославија            | Мађарска     | 1–0    | 3–2      |                                          |
| 16. | 28. јун 1931.       | Стадион Максимир, Загреб, Југославија        | Румунија     | 1–1    | 2–4      | Балкански куп 1929/31.                   |
| 17. | 2. август 1931.     | Стадион СК Југославије, Београд, Југославија | Чехословачка | 2–0    | 2–1      | пријатељска                              |
| 18. | 4. октобар 1931.    | Стадион Јунак, Софија, Бугарска              | Бугарска     | 2–0    | 2–0      | Балкански куп 1931.                      |
| 19. | 30. април 1933.     | Стадион СК Југославије, Београд, Југославија | Шпанија      | 1–1    | 1–1      | пријатељска                              |
| 20. | 24. септембар 1933. | Стадион БСК, Београд, Југославија            | Швајцарска   | 2–0    | 2–2      | Квалификације за Светско првенство 1934. |
| 21. | 18. март 1934.      | Стадион АС 23, Софија, Бугарска              | Бугарска     | 1–0    | 2–1      | пријатељска                              |
| 22. | 18. март 1934.      | Стадион АС 23, Софија, Бугарска              | Бугарска     | 2–0    | 2–1      | пријатељска                              |
| 23. | 3. јун 1934.        | Стадион БСК, Београд, Југославија            | Бразил       | 3–4    | 8–4      | пријатељска                              |
| 24. | 3. јун 1934.        | Стадион БСК, Београд, Југославија            | Бразил       | 6–4    | 8–4      | пријатељска                              |
| 25. | 3. јун 1934.        | Стадион БСК, Београд, Југославија            | Бразил       | 8–4    | 8–4      | пријатељска                              |
| 26. | 26. август 1934.    | Стадион СК Југославије, Београд, Југославија | Пољска       | 4–1    | 4–1      | пријатељска                              |
| 27. | 16. децембар 1934.  | Парк принчева, Париз, Француска              | Француска    | 1–1    | 2–3      | пријатељска                              |
| 28. | 1. јануар 1935.     | Стадион Апостолос Николаидис , Атина, Грчка  | Румунија     | 2–0    | 4–0      | Балкански куп 1934/35.                   |
| 29. | 17. јун 1935.       | Стадион Јунак, Софија, Бугарска              | Румунија     | 1–0    | 2–0      | Балкански куп 1935.                      |
| 30. | 20. јун 1935.       | Стадион Јунак, Софија, Бугарска              | Грчка        | 2–0    | 6–1      | Балкански куп 1935.                      |
| 31. | 24. јун 1935.       | Стадион Јунак, Софија, Бугарска              | Бугарска     | 1–0    | 3–3      | Балкански куп 1935.                      |
| 32. | 12. јул 1936.       | Стадион Таксим, Истанбул, Турска             | Турска       | 1–1    | 3–3      | пријатељска                              |
| 33. | 6. септембар 1936.  | Стадион БСК, Београд, Југославија            | Пољска       | 1–0    | 9–3      | пријатељска                              |
| 34. | 6. септембар 1936.  | Стадион БСК, Београд, Југославија            | Пољска       | 3–0    | 9–3      | пријатељска                              |
| 35. | 6. септембар 1936.  | Стадион БСК, Београд, Југославија            | Пољска       | 5–0    | 9–3      | пријатељска                              |
| 36. | 6. септембар 1936.  | Стадион БСК, Београд, Југославија            | Пољска       | 8–1    | 9–3      | пријатељска                              |
| 37. | 3. април 1938.      | Стадион БСК, Београд, Југославија            | Пољска       | 1–0    | 1–0      | Квалификације за Светско првенство 1938. |

## Одликовања
- Орден Светог Саве, V степена (Краљевина Југославија).[а]